# Luis Felipe Sapag
Luis Felipe Sapag (Cutral Có, 3 de diciembre de 1947-Buenos Aires, 30 de mayo de 2019) fue un político y escritor argentino.

## Biografía
Hijo primogénito de Felipe Sapag, exdiputado de la provincia de Neuquén. 
Su carrera académica transcurre en la Facultad Regional del Neuquén de la Universidad Tecnológica Nacional (UTN), donde era vicedecano, profesor regular en la cátedra de Economía, secretario de Ciencia, Tecnología y Posgrado, y presidente de la Fundación de dicha Facultad. También es profesor contratado en la cátedra de Problemas del Desarrollo de América Latina, modalidad virtual, en el mismo posgrado de su maestría en la Universidad Nacional de Quilmes (UNQui).
En el ámbito político, fue Vicepresidente del Movimiento Popular Neuquino del cual es considerado uno de sus fundadores en 1962, pese a no figurar en el acta fundacional, pues entonces tenía 14 años. A lo largo de casi cincuenta años de militancia ejerció diversas funciones políticas e institucionales y en julio de 2011 fue elegido diputado provincial, y reelecto en el año 2015. En ese marco, preside la Comisión de Hidrocarburos, Energía y Comunicaciones de la Legislatura de Neuquén.
Se recibió de Ingeniero industrial en la Universidad Nacional del Sur, en Bahía Blanca. Además de sus cuantiosas actividades políticas, también ha ejercido con bastante relevancia en el entorno de su profesión. Una de sus participaciones más destacadas fue el edificio sede de la Universidad Nacional del Comahue.
Falleció en la Capital Federal a los 71 años, luego de estar internado por problemas coronarios.

### Sus logros
- Doctor en Ciencias Sociales FLACSO, Ingeniero Industrial UNS.
- Vicedecano,[6] profesor de Economía y secretario de Ciencia, Tecnología y Posgrado de la Facultad Regional Neuquén de la UTN.
- Diputado provincial electo por el Movimiento Popular Neuquino en el año 2011 y reelecto en 2015.[7]

### Sus libros publicados
- 1990: El Neuquén que viene.[8]
- 1995: El Dinosaurio Amarillo.
- 1997: Plan Neuquén 2.020. Crisis y oportunidad.
- 1999: LoncoServer. Neuquén: Crisis informática y Fin del Milenio.
- 2008: Sapag: del Líbano a Neuquén. Genealogía de una pasión.
- 2011: "Los Veranadores del Alto Neuquén" Historia Social y Desafíos en la Modernidad.[9]
- 2015: "Entender Vaca Muerta. Fracking: ¿zona de sacrificios ambientales o tierra prometida?